# Bronte Campbell
Bronte Campbell (Blantyre (Malawi), 14 mei 1994) is een Australische zwemster. Ze vertegenwoordigde Australië op de Olympische Zomerspelen 2012 in Londen en op de Olympische Zomerspelen 2016 in Rio de Janeiro. Ze is de jongere zus van zwemster Cate Campbell.

## Carrière
Op de wereldkampioenschappen zwemmen jeugd 2011 in Lima werd Campbell wereldkampioene bij de jeugd op de 50 meter vrije slag en behaalde ze een bronzen medaille op de 100 meter vrije slag.
Tijdens de Australische kampioenschappen zwemmen 2012 in Adelaide eindigde ze als tweede op de 50 meter vrije slag, achter haar zus Cate, en kwalificeerde zich door die prestatie voor de Olympische Zomerspelen 2012 in Londen. In Londen werd Campbell uitgeschakeld in de halve finales van de 50 meter vrije slag.
In Barcelona nam Campbell deel aan de wereldkampioenschappen zwemmen 2013. Op dit toernooi eindigde ze als vijfde op de 50 meter vrije slag. Daarnaast strandde ze in de halve finales van de 100 meter vrije slag. Op de 4x100 meter vrije slag legde ze samen met Alicia Coutts, haar zus Cate Campbell en Emma McKeon beslag op de zilveren medaille. 
Op de Gemenebestspelen 2014 in Glasgow veroverde de Australische de zilveren medaille op de 100 meter vrije slag en de bronzen medaille op de 50 meter vrije slag. Samen met Melanie Schlanger, Emma McKeon en zus Cate sleepte ze de gouden medaille in de wacht op de 4x100 meter vrije slag. Op de 4x100 meter wisselslag zwom ze samen met Belinda Hocking, Sally Hunter en Alicia Coutts in de series, in de finale legden Emily Seebohm, Lorna Tonks, Emma McKeon en Cate Campbell beslag op de gouden medaille. Voor haar aandeel in de series van de 4x100 meter wisselslag ontving Campbell de gouden medaille. Tijdens de Pan-Pacifische kampioenschappen zwemmen 2014 in Gold Coast veroverde Campbell de zilveren medaille op zowel de 50 als de 100 meter vrije slag. Samen met haar zus Cate, Brittany Elmslie en Melanie Schlanger sleepte ze de gouden medaille in de wacht op de 4x100 meter vrije slag. In Doha nam de Australische deel aan de wereldkampioenschappen kortebaanzwemmen 2014. Op dit toernooi behaalde ze de zilveren medaille op de 50 meter vrije slag, op de 100 meter vrije slag eindigde ze op de vierde plaats. Op de 4x100 meter wisselslag legde ze samen met Madison Wilson, Sally Hunter en Emily Seebohm beslag op de zilveren medaille.
Op de wereldkampioenschappen zwemmen 2015 in Kazan werd Campbell wereldkampioene op zowel de 50 als de 100 meter vrije slag. Samen met Emily Seebohm, Emma McKeon en haar zus Cate veroverde ze de wereldtitel op de 4x100 meter vrije slag. Op de 4x100 meter wisselslag sleepte ze samen met Emily Seebohm, Taylor McKeown en Emma McKeon de bronzen medaille in de wacht.
Tijdens de Olympische Zomerspelen van 2016 in Rio de Janeiro eindigde de Australische als vierde op de 100 meter vrije slag en als zevende op de 50 meter vrije slag. Samen met Emma McKeon, Brittany Elmslie en Cate Campbell behaalde ze de gouden medaille op de 4x100 meter vrije slag, het Australische kwartet verbrak tevens hun eigen wereldrecord uit 2014. 

## Internationale toernooien
| Jaar | Olympische Spelen                                          | WK langebaan                                                                                               | WK kortebaan                                            | PanPacs                                              | Gemenebestspelen                                                                                         |
| ---- | ---------------------------------------------------------- | --- | ------------------------------------------------------- | ---------------------------------------------------- | --- |
| 2012 | 10e 50m vrije slag                                         | | geen deelname                                           |                                                      | |
| 2013 |                                                            | 5e 50m vrije slag · 11e 100m vrije slag · 4x100m vrije slag                                                |                                                         |                                                      | |
| 2014 |                                                            | | 50m vrije slag · 4e 100m vrije slag · 4x100m wisselslag | 50m vrije slag · 100m vrije slag · 4x100m vrije slag | 50m vrije slag · 100m vrije slag · 4x100m vrije slag · 4x100m wisselslag · Campbell zwom enkel de series |
| 2015 |                                                            | 50m vrije slag · 100m vrije slag · 4x100m vrije slag · 4x100m wisselslag                                   |                                                         |                                                      | |
| 2016 | 7e 50m vrije slag · 4e 100m vrije slag · 4x100m vrije slag | | geen deelname                                           |                                                      | |
| 2017 |                                                            | 6e 50m vrije slag · 7e 100m vrije slag · 4x100m vrije slag · 4x100m wisselslag gemengd · 4x100m wisselslag |                                                         |                                                      | |
| 2018 |                                                            | | geen deelname                                           |                                                      | 50m vrije slag · 100m vrije slag · 4x100m wisselslag · 4x100m vrije slag                                 |
| 2019 |                                                            | 4×100 m vrije slag · 4×100 m wisselslag gemengd · 4×100 m vrije slag gemengd                               |                                                         |                                                      | |

## Persoonlijke records
Bijgewerkt tot en met 9 augustus 2015
Kortebaan
| Afstand         | Tijd  | Datum         | Plaats  |
| --------------- | ----- | ------------- | ------- |
| 50m vrije slag  | 24,19 | 10 april 2015 | Sydney  |
| 100m vrije slag | 52,86 | 29 juli 2014  | Glasgow |

Langebaan
| Afstand         | Tijd  | Datum           | Plaats |
| --------------- | ----- | --------------- | ------ |
| 50m vrije slag  | 24,12 | 9 augustus 2015 | Kazan  |
| 100m vrije slag | 52,52 | 7 augustus 2015 | Kazan  |